# 468 (szám)
A 468 (római számmal: CDLXVIII) egy természetes szám.

## A szám a matematikában
A tízes számrendszerbeli 468-as a kettes számrendszerben 111010100, a nyolcas számrendszerben 724, a tizenhatos számrendszerben 1D4 alakban írható fel.
A 468 páros szám, összetett szám, kanonikus alakban a 22 · 32 · 131 szorzattal, normálalakban a 4,68 · 102 szorzattal írható fel. Tizennyolc osztója van a természetes számok halmazán, ezek növekvő sorrendben: 1, 2, 3, 4, 6, 9, 12, 13, 18, 26, 36, 39, 52, 78, 117, 156, 234 és 468.
A 468 négyzete 219 024, köbe 102 503 232, négyzetgyöke 21,63331, köbgyöke 7,76394, reciproka 0,0021368. A 468 egység sugarú kör kerülete 2940,53072 egység, területe 688 084,18936 területegység; a 468 egység sugarú gömb térfogata 429 364 534,2 térfogategység.